# Rhigioglossa milleri
Rhigioglossa milleri är en tvåvingeart som beskrevs av Chainey 1987. Rhigioglossa milleri ingår i släktet Rhigioglossa och familjen bromsar. Inga underarter finns listade i Catalogue of Life.